# Oceanárium

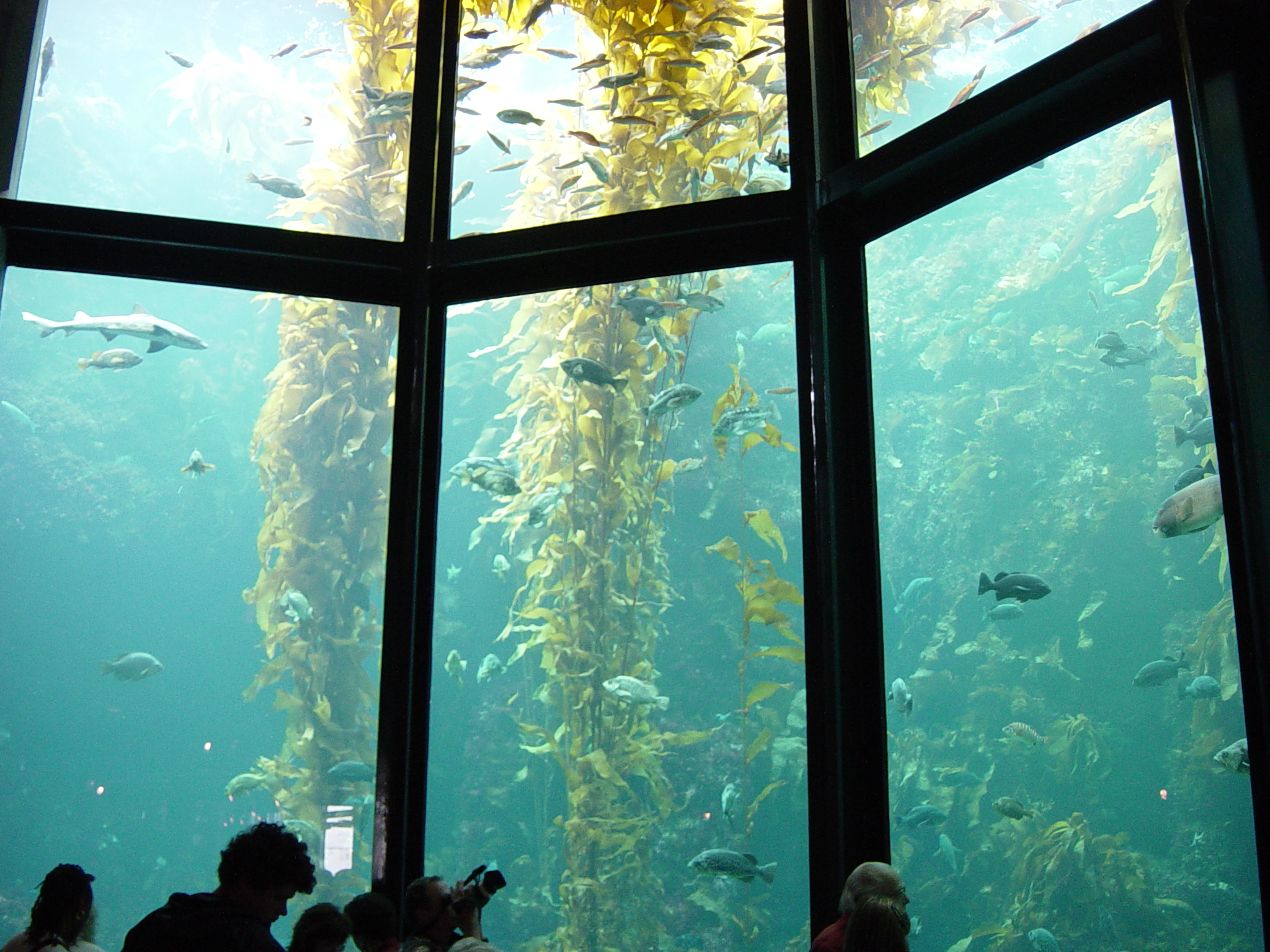
Porost chaluh v Monterey Bay Aquarium v Kalifornii

Oceanárium je zpravidla umělá vodní nádrž uzpůsobená pro pěstování mořské fauny a flóry snažící se zachovat či napodobit přirozené podmínky a přírodní prostředí moří a oceánů s jeho složitými vazbami.
Oceanária mohou být jednotlivé nádrže či skupiny nádrží nejrůznějších tvarů a velikostí. Mohou je tvořit akvária, bazény i oddělené příbřežní části moře. Průhledné plochy sloužící k pozorování jsou obvykle rovinné nebo tvoří zaoblené průchozí tunely.

## Funkce
Oceanária jsou zřizována při vědeckovýzkumných institucích či muzeích. Mohou mít charakter veřejných akvárií představujících populárně-naučnými metodami mořský život, nebo mohou mít charakter zábavních parků, kde jsou předváděni cvičení mořští savci – delfinária. Ty ve své podobě přecházejí k parkům mořských savců. Oceanária ale mohou sloužit i pro potřeby národní obrany. Nebo mohou plnit funkci záchranných stanic mořských živočichů.

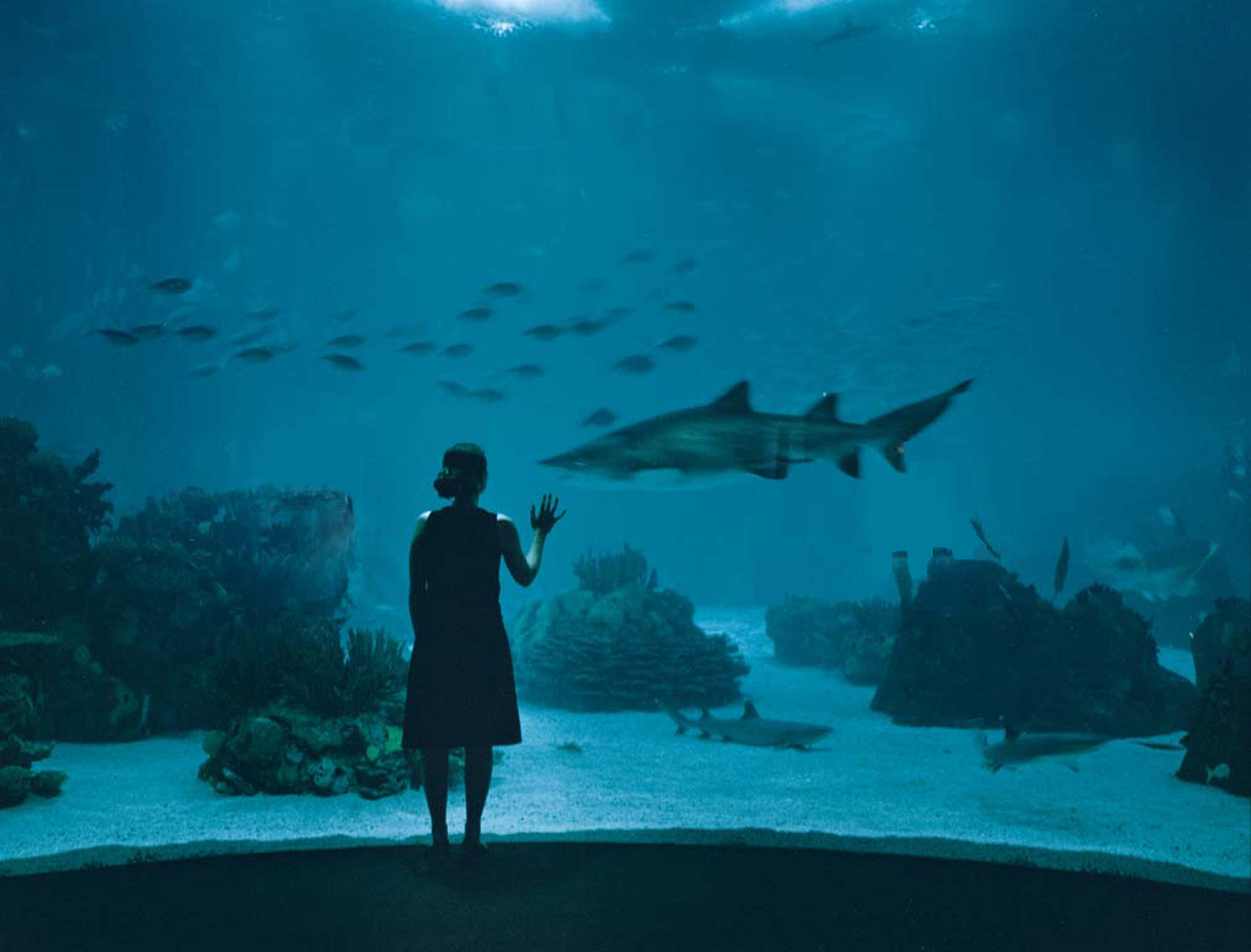
Lisabonské oceanárium

Oceanária zakládaná při vědeckých institucích slouží k usnadnění vědeckých pozorování, experimentům, případně dalším vědeckým metodám.
Oceanária zakládaná při muzeích plní obvykle populárně-naučnou funkci. Oceanária v nich představují jednotlivé druhy živočichů a rostlin nebo se snaží přiblížit jednotlivé biotopy nebo mezidruhové vztahy.
Oceanária využívaná pro potřeby národní obrany se zabývají vojenským výcvikem mořských savců. Ze světa je známé například oceanárium v americkém San Diegu či krymském Sevastopolu. Savci jsou v nich cvičeni zřejmě k hledání min či potopených předmětů.

## Příklady
Největší akvárium světa leží v Singapuru, nazývá se Marine Life Park. Do roku 2012 bylo největší akvárium světa Georgia Aquarium, nacházející se ve Spojených státech, dodnes je to největší oceanárium západní polokoule. Největší evropské oceanárium se nachází v portugalském Lisabonu Lisbon Oceanarium.